# 331 Dywizja Strzelecka (ZSRR)
331 Dywizja Strzelecka (ros. 331-я стрелковая дивизия) – związek taktyczny (dywizja) Armii Czerwonej.
Walczyła w obronie Moskwy przeciwko niemieckiej inwazji, a następnie przeszła do ofensywy na początku grudnia. Większość następnych dwunastu miesięcy spędziła na froncie na zachód od stolicy, biorąc udział w daremnych bitwach z utrzymywanym przez Niemców zgrupowaniem w Rżewie. 25 września 1943, 331 DS podzieliła się sukcesem z kilkoma innymi jednostkami wyzwalając Smoleńsk. Zasłynęła jako wybitna dywizja frontowa, kończąc swój szlak bojowy w Czechosłowacji.